# Micropsectra radialis
Micropsectra radialis е вид насекомо от разред Двукрили (Diptera), семейство Хирономидни (Chironomidae). Среща се в Европа и Азия.